# Petrocasa
Petrocasa („Erdöl-Haus“) ist die Bezeichnung venezolanischer Einfamilienhäuser in Massenfertigung. Diese Häuser werden seit 2007 von der Corporación Petroquímica de Venezuela (Pequiven) produziert und finden im Rahmen des staatlichen Wohnungsbauprogramms Misión Hábitat ihren Einsatz in ländlichen Gegenden. Die Häuser haben üblicherweise 70 m² Wohnfläche, die sich auf drei Schlafzimmer, zwei Badezimmer, Wohnzimmer, Küche und Esszimmer aufteilt. Die Häuser werden vor Ort aus PVC-Profilen montiert und die Wände anschließend mit Beton ausgegossen. Diese sind im Brandfall selbstlöschend und erwiesen sich beim Hurrikan Sandy 2012 auf Kuba als widerstandsfähig gegenüber Wirbelstürmen, auch sollen sie Erdbeben gut überstehen. Der TÜV Rheinland zertifizierte im August 2009, dass das verwendete PVC frei von krebserregenden Substanzen sei.